# Inter Primo
Inter Primo A/S is een Deense multinational, gespecialiseerd in kunststofextrusie, met hoofdkantoor in het centrum van Kopenhagen, 14 productiefaciliteiten in acht landen en een kantoor in Noorwegen. Inter Primo valt onder de Primo Holding A/S.
Inter Primo heeft 894 mensen in dienst in Europa en China en brengt zijn producten wereldwijd op de markt. Het bedrijf is het resultaat van meer dan 20 fusies en overnames sinds Inter Primo in 1959 werd opgericht in Tistrup.
Het bedrijf is eigendom van Primo Holding A/S, dat eigendom is van drie andere holdingsrmaatschappijen, D. Grunnet Holding A/S, F. Grunnet Holding A/S en M. Grunnet Holding A/S, eigendom van de bestuursvoorzitter Fleming Grunnet en zijn dochters Mette en Dorthe.

## Geschiedenis
1959Primo is opgericht in Tistrup Denemarken door ondernemer Chresten Jensen. De kunststofprofielen van het bedrijf werden verkocht aan bouwmarkten en houtwerven.
1977Chresten Jensen verkoopt zijn aandeel in het bedrijf aan Fleming Grunnet. Primo neemt de twee bedrijven Ureflex en Krone Plast over, beide gevestigd in Denemarken.
1984Primo neemt het Zweedse Kontraplast AB over - Primo's eerste investering in het buitenland - en richt Primo Sweden AB op. In de daaropvolgende jaren koopt Primo de Zweedse plastfabrikant Sondex en het Finse OY WH Profil AB - een dochteronderneming van KWH Group - en richt zo OY Primo Finland AB op met Roger Häggblom als managing director.
1986Onder Primo is opgericht. Het volgende jaar is Primo Verenigd Koninkrijk gevestigd in Engeland.
1990Primo koopt twee Duitse profielfabrikanten en richt Primo Profile GmbH op in Duitsland.
1995OY Primo Finland verwerft een concurrerend bedrijf en wordt de komende jaren de grootste  profielfabrikant van Finland. In hetzelfde jaar stopt Primo UK alle activiteiten vanwege een gebrek aan succes op de Britse markt.
1996Primo Sweden koopt Smålandslisten AB, dat siliconen lijsten produceert. Primo bouwt een nieuwe fabriek in Żory, Polen - Primo's eerste fabriek die helemaal nieuw is opgebouwd. De Poolse dochteronderneming Primo Profile Sp. Z.o.o. is opgericht en neemt de profielproductie over van Spyra-Primo.
1997Primo neemt Vefi Profiler AS in Noorwegen over.
2000Primo Danmark neemt de kunststofafdeling voor ramen over van Rationel Vinduer A/S. Inter Primo vestigt het hoofdkantoor in Kopenhagen.
2004Primo Profile GmbH opent een nieuwe fabriek in Berlijn, Duitsland, en richt een joint venture op met het Duitse Profilex en koopt 25% aandeel van Profilex China in Zhuhai, Kina. Het jaar ervoor verwierf Primo het Deense extrusiebedrijf OTV Plast A/S.
2005Primo Finland start de productie in St. Petersburg, Rusland. De Zweedse productie wordt verzameld in een nieuwe fabriek in Limmared in Västra Götaland.
2019Primo koopt Essentra Extrusion in Buitenpost, Nederland voor 16,2 miljoen euro en vestigt zich in Nederland onder de naam Enitor Primo. Het bedrijf viert zijn 60-jarig jubileum.